# Ou Csu-liang
Ou Csu-liang (Ou Chuliang) (egyszerűsített kínai: 区楚良, hagyományos kínai: 區楚良, pinjin, hangsúlyjelekkel: Oū Chǔliáng; Kanton, 1968. augusztus 26. – ) kínai válogatott labdarúgókapus és edző. 

## Pályafutása

### Klubcsapatokban
1988 és 1997 között a Kvangdong Winnerway csapatában játszott. 1998 és 1999 között a Sanghaj Senhua játékosa volt, melynek tagjaként megnyerte a kínai kupát. 2000 és 2003 között a Jonnan Hongta, 2004-ben a Csungking Lifan kapusa volt. 

### A válogatottban
1992 és 2002 között 75 alkalommal játszott a kínai válogatottban. Részt vett az 1992-es, az 1996-os és a 2000-es Ázsia-kupán, illetve a 2002-es világbajnokságon, ahol An Csi és Csiang Csin mögött a kínai válogatott harmadik számú kapusának számított. A Costa Rica, a Brazília és a Törökország elleni csoportmérkőzésen nem kapott lehetőséget.

### Edzőként
2005-ben a kínai U23-as válogatottnál dolgozott. 2006 és 2008 között a Sanghaj Senhua segédedzője, 2008 és 2016 között a kínai válogatott kapusedzője volt. 2012-ben a Henan csapatánál vállalt munkát.

## Sikerei, díjai
Sanghaj Senhua
- Kínai kupagyőztes (1): 1998

Kína
- Ázsia-kupa bronzérmes (1): 1992